# Metriocnemus lautus
Metriocnemus lautus är en tvåvingeart som beskrevs av James E. Sublette och Sasa 1994. Metriocnemus lautus ingår i släktet Metriocnemus och familjen fjädermyggor.
Artens utbredningsområde är Guatemala. Inga underarter finns listade i Catalogue of Life.